# 조규일
조규일(曺圭逸, 1964년 9월 25일~)는 대한민국의 정치인이다. 민선 7·8기 경상남도 진주시장이다.

## 학력
- 봉원초등학교 졸업
- 진주남중학교 졸업
- 대아고등학교 졸업
- 서울대학교 불어불문학 학사
- 서울대학교 행정대학원 행정학 석사
- 파리제12대학교 대학원 도시행정학 석사

## 경력
- 1995 제1회 지방행정고시 합격
- 1996.04 서울특별시 송파구청 지역경제과장
- 2008.09~2011.09: 행정안전부 지방분권지원단 분권2과장
- 2011.09~2013.03: 행정안전부 지방세분석과장
- 2013.04~2013.12: 안전행정부 지방세정책과장
- 2014.01~2014.06: 경상남도청 정책기획관
- 2014.07~2014.12: 경상남도청 서부권개발본부장
- 2015.01~2015.12: 경상남도청 미래산업본부장
- 2015.12~2017.09: 경상남도 서부부지사
- 자유한국당 지방행정 특보
- 조규일부강진주연구원 원장
- 2018.07~: 제37·38대 민선 7·8기 경상남도 진주시장
- 2022.01 ~ 2023.12 제4대 남해안남중권발전협의회 공동부회장
- 2024.07 ~ : 경상남도시장군수협의회 회장
- 2024.11 ~: 대한민국시장·군수·구청장협의회 공동회장

## 역대 선거 결과
|  | 52.14% |

|  | 72.33% |

| 전임 최구식 | 제2대 경상남도 서부부지사 2015년 12월 28일~2017년 9월 27일 | 후임 문승욱 |

| 전임 이창희 | 제37·38대 경상남도 진주시장(민선) 2018년 7월 1일~ |  |